# Hasheem Thabeet Manka
Hasheem Thabeet Manka (Dar es Salaam, Tanzània, 16 de febrer de 1987) és un jugador de basquetbol tanzà que juga de pivot.
Començà a jugar al basquetbol amb 15 anys als Huskies de la Universitat de Connecticut, Estats Units. Amb 221 cm d'altura i 119 kg de pes, és el jugador més alt que ha jugat als Huskies. El 25 de juny de 2009 fou escollit amb el número dos pels Memphis Grizzlies al draft de l'NBA.

## Trajectòria professional

### Memphis Grizzlies
Thabeet va ser ser seleccionat en la segona posició del Draft de l'NBA del 2009 pels Memphis Grizzlies, i va ser el primer jugador nascut a Tanzània en jugar a l'NBA. Al desembre de 2009 va aconseguir el rècord de taps de la seva temporada (5).
El 25 de febrer de 2010 va ser traspassat als Dakota Wizards de la G League, però el 8 de març del mateix any va tornar a ser cridat per l'equip de Memphis.

### Houston Rockets
El 24 de febrer del 2011 va ser fitxat per Houston Rockets a canvi dels jugadors Shane Battier i Ish Smith. El 21 de març de 2011 va ser canviat a l'equip Rio Grande Valley Vipers i a l'abril del mateix any va tornar a Houston.

### Oklahoma City Thunder
L'11 de juliol del 2012 Thabeet va signar contracte pels Oklahoma City Thunder, i a un partit contra Charlotte Bobcats va assolir el seu primer doble-doble.

### Philadelphia 76ers
El 26 d'agost de 2014 va ser traspassat als Philadelphia 76ers i va ser rebutjat per ells mateixos dia 1 de setembre de 2014.

### Detroit Pistons
El 25 de setembre de 2014 va fitxar per Detroit Pistons i novament va ser rebutjat el 20 d'octubre del mateix any.

### Grand Rapids Drive
Dia 1 de novembre de 2014 Thabeet va ser adquirit pels Grand Rapids Drive de la G-League, com a jugador afiliat de Detroit Pistons i més endavant, a juliol de 2015 va unir-se al D-League Selected Team per a la Summer League.

### Yokohama B-Corsairs
El 29 de setembre de 2017 va signar contracte amb els Yokohama B-Corsairs de la B.League del Japó.

### Fort Wayne Mad Ants
Per a la temporada 2019-2020, Thabeet va ser traspassat als Fort Wayne Mad Ants de la G-League però va ser expulsat de l'equip el 16 de gener.